# Garnierita
La garnierita és el nom genèric que designa una de les principals menes de níquel, que es forma com a resultat de la meteorització de roques ultramàfiques (peridotites). Rep el seu nom de l'enginyer francès Jules Garnier, qui la va descobrir l'any 1864 a Nova Caledònia.

## Característiques
El nom "garnierita" defineix el conjunt de fil·losilicats de níquel i magnesi de color verd, de mida de gra fina i baixa cristal·linitat, que inclou minerals del grup de la serpentina, talc, sepiolita, esmectita o clorita. D'aquests fil·losilicats, els més comuns a la natura són els que formen les sèries lizardita-népouita, també anomenats "tipus serpentina" o "tipus 7 Å", i kerolita-pimelita, altrament "tipus talc" o "tipus 10 Å"; i tot sovint es presenten en forma de barreges.
Per tant, la garnierita no és una espècie mineral reconeguda per la Comissió de nous minerals, nomenclatura i classificació (CNMNC) de l'Associació Mineralògica Internacional (IMA).

## Formació
Les garnierites es troben en rebliments de vetes a la part baixa del perfil d'alguns dipòsits laterítics de níquel. Aquests dipòsits es formen per la interacció de l'aigua meteòrica amb roques ultramàfiques (principalment dunites, harzburgites o lherzolites) parcialment o totalment serpentinitzades, que constitueixen cinturons ofiolítics en zones amb clima tropical. En aquestes condicions de temperatura i precipitacions, els minerals primaris ferromagnesians de les peridotites (olivina, piroxens i serpentina) s'alteren, de manera que els elements més mòbils (com el silici i el magnesi) són rentats del perfil laterític, i els elements més immòbils (com el ferro o l'alumini) són retinguts i concentrats en l'horitzó limonític.